# Paul Hince
Paul Hince (Mánchester, Inglaterra, 2 de marzo de 1945-22 de julio de 2023) fue un futbolista y periodista inglés que jugó en la posición de extremo.

## Equipos
| Periodo   | Club                 | Apariciones | Goles |
| --------- | -------------------- | ----------- | ----- |
| 1966-1968 | Manchester City FC   | 7           | 4     |
| 1968–1969 | Charlton Athletic FC | 23          | 2     |
| 1969–1970 | Bury FC              | 38          | 3     |
| 1970–1971 | Crewe Alexandra FC   | 48          | 5     |
| 1971–1972 | Macclesfield Town FC | 36          | 2     |

## Tras el retiro
Antes de ser futbolista, Hince se dedicaba al periodismo para el Ashton News, carrera que retomó tras retirarse en el Manchester Evening News siempre confesando su afición al Manchester City FC, al cual se refería como God's own Club, y luego pasó a ser escritor deportivo en jefe y corresponsal en Inglaterra.